# Block Island
Block Island es una isla que forma parte del estado estadounidense de Rhode Island, y se encuentra ubicada a 21 km de sus costas y a tan solo 23 km al este de Montauk en Long Island, Nueva York. La Oficina del Censo de los Estados Unidos define a la isla como una parte del condado de Washington.

## Geografía
Block Island se encuentra ubicada en las coordenadas 41°10′11″N 71°34′48″O / 41.16972, -71.58000.